# Ріос
Ріос (гал. Riós, ісп. Riós) — муніципалітет в Іспанії, у складі автономної спільноти Галісія, у провінції Оренсе. Населення — 1907 осіб (2009).

## Географія
Муніципалітет розташований на португальсько-іспанському кордоні.
Муніципалітет розташований на відстані близько 350 км на північний захід від Мадрида, 65 км на південний схід від Оренсе.
Муніципалітет складається з таких паррокій: Кастрело-де-Абайшо, Кастрело-де-Сіма, Фумасес-е-А-Трепа, О-Навальйо, Прого, Ріос, Рубіос, Трасестрада.

## Демографія
Динаміка населення (INE ):

## Галерея зображень

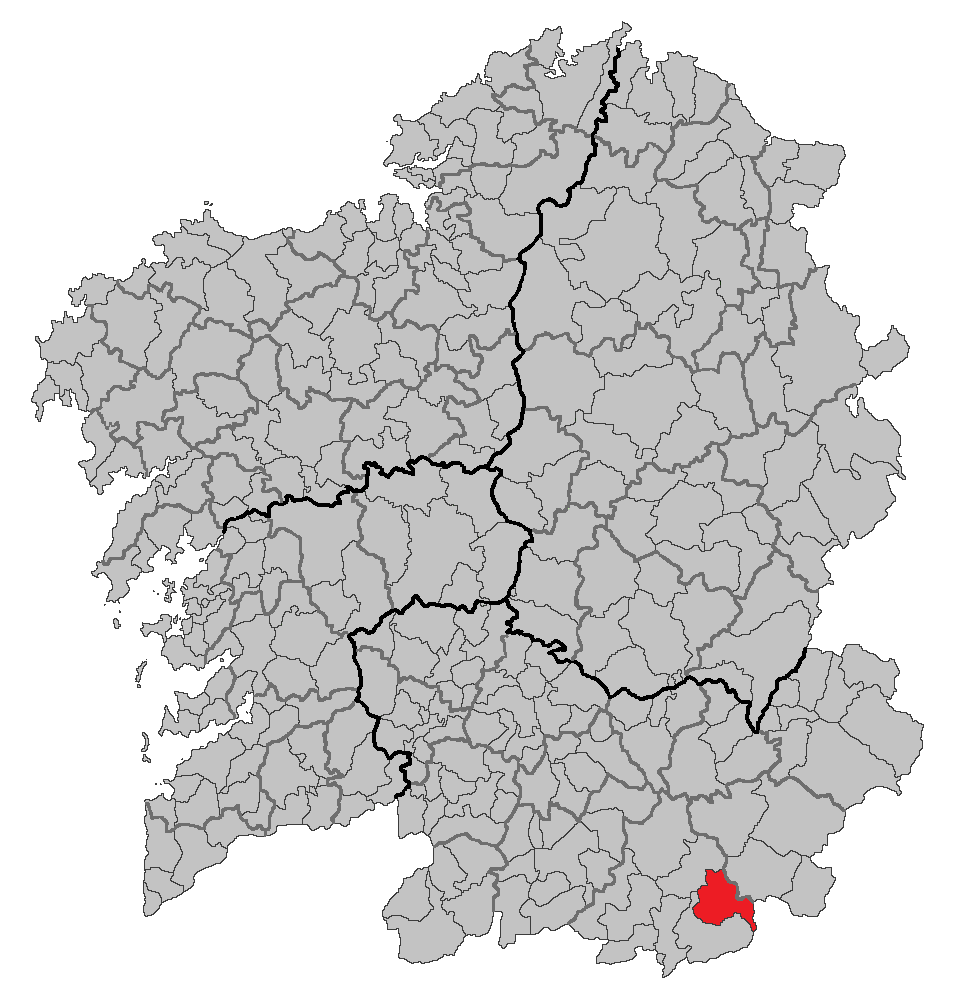
Розташування муніципалітету
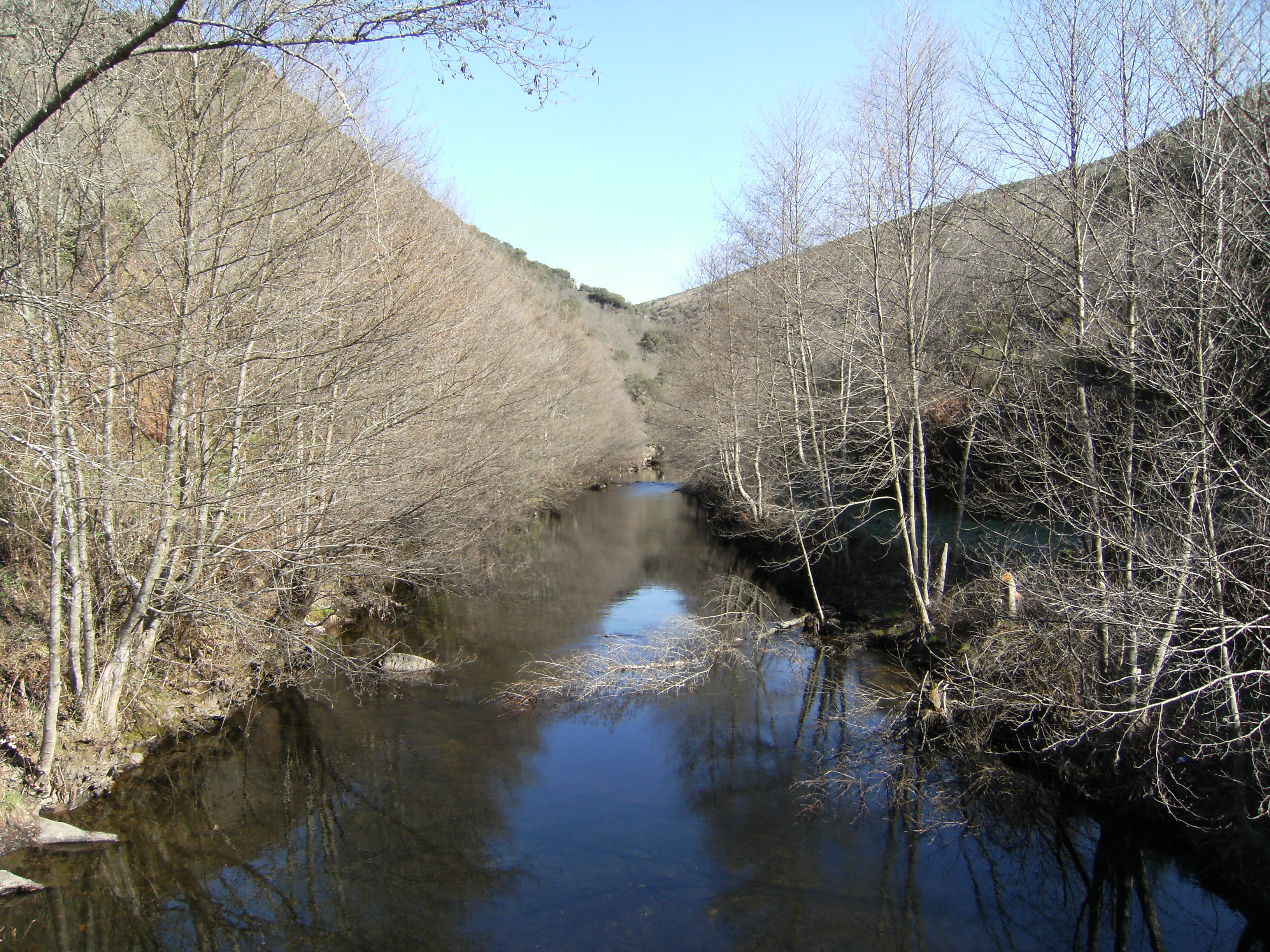
Річка Менте